# SloMo
«SloMo» es una canción de la cantante hispano cubana Chanel. Fue publicada el 21 de diciembre de 2021 bajo el sello de BMG Spain. Fue elegida para representar a España en el Festival de la Canción de Eurovisión 2022 en la final del Benidorm Fest 2022.

## Trayectoria
La canción, primer éxito comercial de Chanel, cantante que hasta interpretarla se había dedicado a actuar en musicales, se rumoreó que fue escrita para que fuese parte del repertorio musical de Jennifer López. Más adelante el propio compositor de la canción aclaró que no era cierto. La coreografía de la canción fue elaborada por el estadounidense Kyle Haganami. Originalmente, la canción no iba a ser interpretada por Chanel, sino por la cantante Ana Guerra, pero esta última rechazó la propuesta de interpretarla.

### Benidorm Fest 2022
La canción fue seleccionada para representar a España en Eurovisión 2022 a través del Benidorm Fest de ese año, el certamen de música que selecciona las entradas de España para el Festival de la Canción de Eurovisión, donde resultó ganadora acumulando 51 puntos del jurado profesional y 45 puntos del público, sumando 96 puntos totales. Como España es miembro del «Big Five», la canción fue clasificada automáticamente en la final, que se celebró el 14 de mayo de 2022 en el Palasport Olimpico de Turín, Italia.

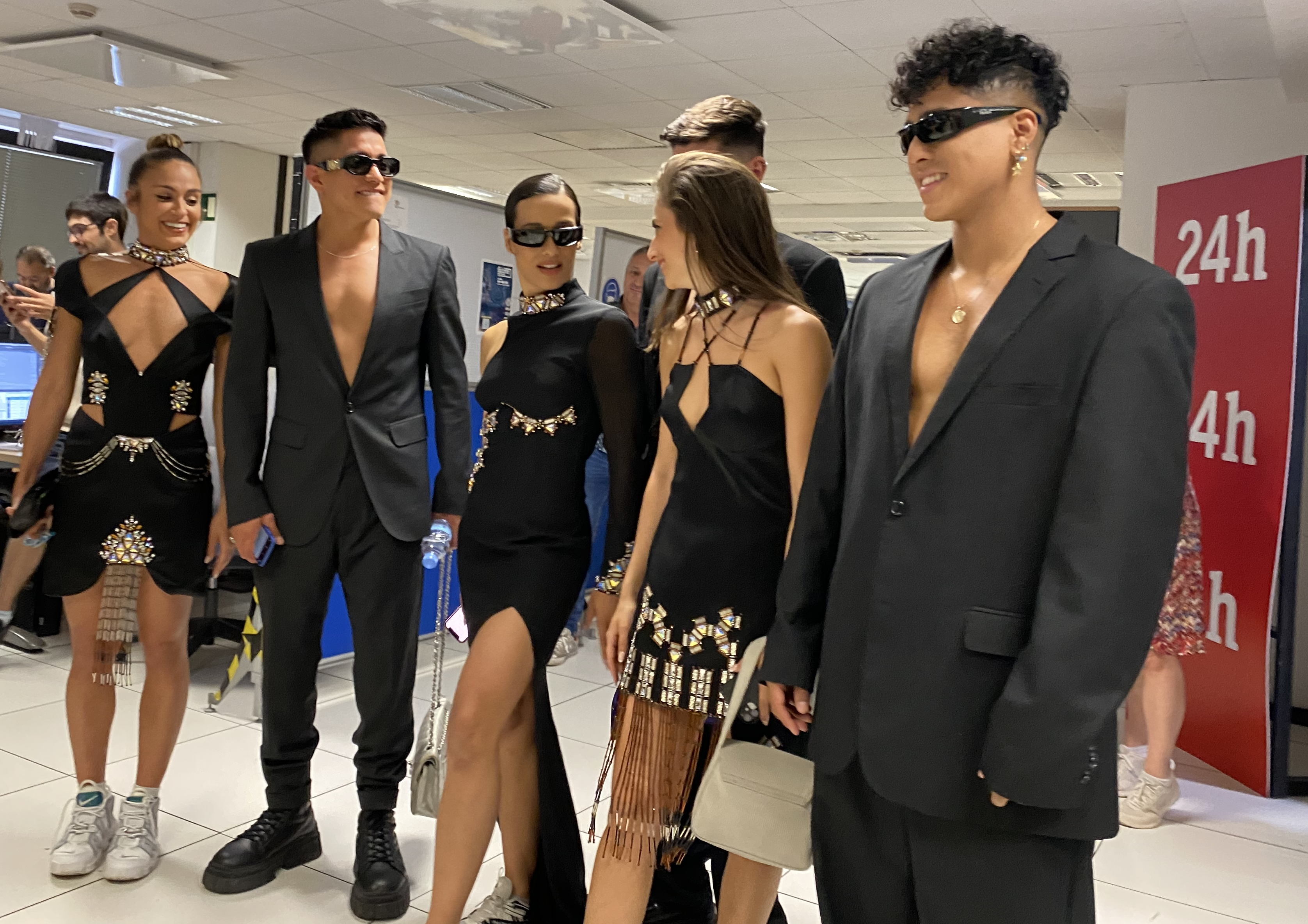
El equipo de baile junto a Chanel.

Los monos que utilizó durante la semifinal y la final fueron diseñados por la artista drag Carmen Farala. Los bailarines que acompañaron a Chanel fueron María Pérez, Raquel Caurín, Josh Huerta, Exon Arcos y Pol Soto. Además, Pérez puso su voz en los coros de la canción.

### Videoclip
El videoclip de la canción fue estrenado el 14 de marzo, dos meses antes de la participación de España en Eurovisión. Fue dirigido por Pawla Casanovas, mientras que dirección artística corrió de la mano de Kyle Hanagami.

### Eurovisión 2022
Chanel actuó en el puesto 10 de la noche, de 25 participantes en el PalaOlimpico de Turín. El mono que utilizó en la Gran Final fue diseñado por Palomo Spain. La actuación fue vista por casi 8 millones de espectadores en España.
La canción obtuvo 459 puntos, lo que la colocó en el tercer puesto del Festival de la Canción de Eurovisión. Tanto jurado (231 puntos) como televoto (228 puntos) colocaron a España en tercera posición. Sólo fue superada en la clasificación general por los ganadores, los ucranianos Kalush Orchestra y el británico Sam Ryder. La canción batió el récord de puntos de España en el certamen y obtuvo la mejor posición del país desde 1995.
La semana siguiente al Festival, la canción subió al puesto número 2 en la lista de éxitos virales de Spotify.

## Recepción

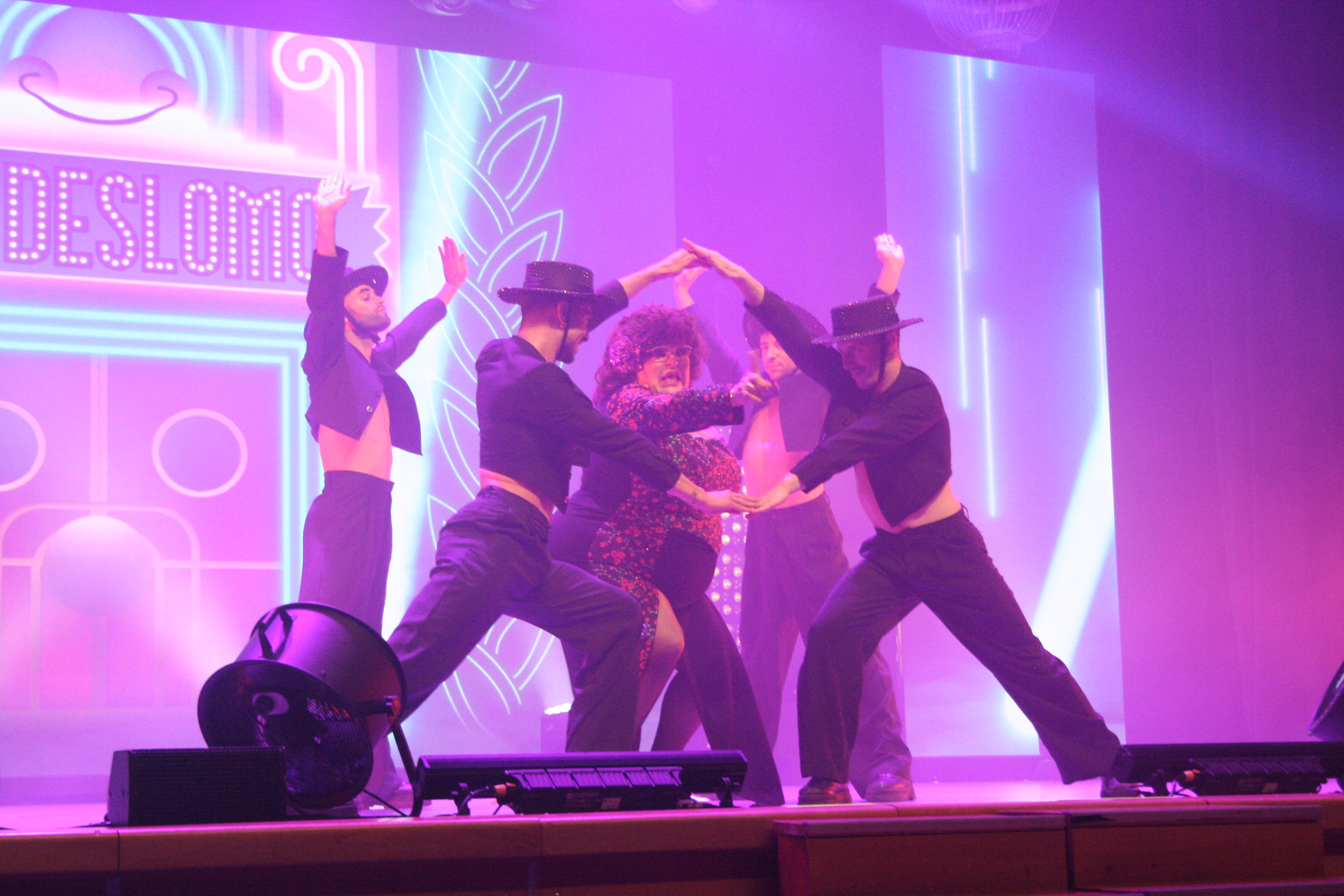
La vedette Paca La Piraña haciendo un número musical inspirado en «SloMo» durante la gira Gran Hotel de las Reinas de Drag Race España 2022

Tras la victoria de la canción en el Benidorm Fest 2022, Marcos Méndez de ElDiario.es escribió que ninguna decisión previa española había llamado tanto la atención de los medios y habló de tres días de «peleas, ruido, conspiraciones y codicia». Comisiones Obreras exigió que se anulara el resultado si los conflictos de intereses entre el ganador, el jurado y la coreógrafa Miryam Benedited no se podían resolver de manera convincente. Además, habría que comprobar la letra de la canción para determinar si la parte no española del texto era demasiado alta. En ese sentido, María Eizaguirre, directora de Comunicación y Participación de RTVE, aclaró que cumple con el reglamento del Benidorm Fest, por tener un 61,4% en español, 28,7% en inglés y de 9,9% de onomatopeyas. Asimismo, desmintió que Tony Sánchez-Ohlsson estuviera vinculado a la candidatura de Chanel, crítica que también se hizo de su selección.
Galicia en Común, parte de la coalición Unidas Podemos, anunció que trataría en el Congreso de los Diputados el resultado de la decisión preliminar del Consejo de Radiodifusión de RTVE, exigiendo que el consejo garantice «transparencia absoluta». Por su parte, Lidia Guinart, diputada del PSOE, criticó la letra de «SloMo» alegando que remitía a una forma de prostitución. Por su parte, RTVE defendió la canción y negó que pueda existir censura del contenido.
A raíz de la polémica por las acusaciones de fraude en la elección de la canción y las críticas políticas, Chanel sufrió acoso y muestras de odio a través de sus redes sociales, por lo que decidió cerrar su cuenta de Twitter.

### Crítica musical
Carlos Marcos de El País llamó a «SloMo» una «canción de laboratorio» y escribió que el título no difería lo suficiente de las entradas anteriores del Gran Premio de España. La periodista de la Cadena SER Mariola Cubells criticó la letra y preguntó qué reacciones provocaría si un hombre la cantara desde su punto de vista. Juanma Fernández, director del Heraldo de Aragón, respondió en un debate en LaSexta que el título estaba inspirado en el feminismo.
Loola Pérez de El Mundo comentó que la letra de la canción es simple y pegadiza, y que la cantante se inspira en artistas como Jennifer López, Beyoncé y Aaliyah. Pérez interpreta que el texto transmite el mensaje de no avergonzarse de la propia sexualidad, independientemente de la mirada externa. La postura de Chanel es consistente con los mensajes que está lanzando el feminismo.

## Posicionamiento en listas

### Semanales
| País         | Lista                           | Puesto más alto | Ref.   |
| Mundo        | Mundo                           | Mundo           | Mundo  |
| ------------ | ------------------------------- | --------------- | ------ |
| Mundial      | Billboard Global 200            | 151             | [ 32 ] |
| Mundial      | Billboard Global 200 Excl. EEUU | 79              | [ 33 ] |
| Europa       |                                 |                 |        |
| Croacia      | Billboard Croacia               | 1               | [ 34 ] |
| España       | Promusicae Top 100              | 1               | [ 35 ] |
| España       | Promusicae Radios Top 50        | 2               | [ 36 ] |
| España       | Los40 España                    | 1               | [ 37 ] |
| Grecia       | IFPI                            | 1               | [ 38 ] |
| Grecia       | IFPI Internacional              | 1               | [ 38 ] |
| Lituania     | AGATA                           | 1               | [ 39 ] |
| Suecia       | Sverigetopplistan               | 3               | [ 40 ] |
| Reino Unido  | UK Singles Chart                | 1               | [ 41 ] |
| Suiza        | Schweizer Hitparade             | 2               | [ 42 ] |
| Irlanda      | Irish Singles Chart             | 1               | [ 43 ] |
| Islandia     | Tonlistinn                      | 1               | [ 44 ] |
| Países Bajos | Top 100 Neerlandés              | 2               | [ 45 ] |

### Anual
| País   | Lista                    | Puesto más alto | Ref.   |
| Europa | Europa                   | Europa          | Europa |
| ------ | ------------------------ | --------------- | ------ |
| España | Promusicae Top 100       | 27              |        |
| España | Promusicae Radios Top 50 | 15              |        |

### Certificaciones
| País   | Organismo certificador | Certificación | Ventas certificadas | Ref.   |
| ------ | ---------------------- | ------------- | ------------------- | ------ |
| España | PROMUSICAE             | 4× Platino    | 240 000             | [ 46 ] |

## Polémicas
Los autores de la canción fueron acusados por la cantante serbia Dara Bubamara, por un presunto plagio de su sencillo de 2017 «Extravagantno», canción escrita por Stefan Đurić y Slobodan Veljković. También, Malena Gracia acusó de plagio el videoclip de «SloMo», calificándolo de copia de su éxito «Loca».
La candidata a la presidencia de Andalucía Macarena Olona, del partido Vox, utilizó, sin permiso, la canción durante la campaña para las elecciones autonómicas de 2022, por lo que RTVE envió un burofax al partido político solicitándole que evite su utilización.